# リーシェドリー・バズール
リーシェドリー・バズール（Riechedly Bazoer，1996年10月12日 - ）は、オランダ・ユトレヒト出身のサッカー選手。コンヤスポル所属。ポジションはミッドフィールダー。
メディアによってはファーストネームがリーヘドリー、またはリーチェドリーなどと表記される。

## 経歴

### ユース時代
ユトレヒトで、キュラソー出身の移民の家族に生まれる。地元のアマチュアクラブであるUSVエリンクバイクでプレーをしていたところを、2006年に国内の強豪クラブであるPSVアイントホーフェンにスカウトされ入団。その後6年間にわたりPSVのユースでプレーし、PSVユース最高のタレントとみられていた。しかし16歳にしてフィリップ・コクーが監督だったA1でプレーしていた時に望んでいるミッドフィールダーではなくセンターバックで起用され、一緒にセンターバックを組んだヨリト・ヘンドリクスが前に出ようとするスタイルだったためにバズールは後方に残らざるを得なくなり、将来性を感じられなくなったことで、16歳でプロ契約前の2012年11月にアヤックス・アムステルダムへとフリートランスファーで移籍した。
オランダのユース規定により、バズールはこのシーズンは移籍以降の7か月間は公式戦で出場できていない。後にEindhovens Dagbladの記者リック・エルフリンクは「マルセル・ブランツ（PSVのテクニカル・ディレクター）が怒っているのを私が見たのは4年間でたった1度だけ。バズールの移籍が決まった時だ」と回想している。この一件のためにバズールはその後、アイントホーフェンでの試合では例外なく激しいブーイングを浴びながらプレーすることになった。
オランダのトップ・ドリー（PSV、フェイエノールト、アヤックス）の間には「互いのユース選手を取り合わない」という紳士協定が存在していたが、アヤックスがプロ契約前のバズールを強奪したことがこの紳士協定崩壊の発端となったと見られている。バズール獲得後にアヤックスのテクニカル・ディレクター、マルク・オーフェルマルスはこの紳士協定が存在していたこと自体を否定しているが、歴史的に見てもバズールの移籍が国内トップクラブ同士で（特にアヤックスが）タレントを奪う最初の目立った例である。

### アヤックス
2013-14シーズンから、アヤックスのリザーブチームであるヨング・アヤックスに昇格し、オランダ2部リーグであるエールステ・ディヴィジでプレーした。2014-15シーズン序盤の2014年10月28日、KNVBカップ3回戦にて背番号は27番を着用し、SVウルク戦でトップチームデビューを飾った。この試合では4-0での勝利に貢献した。2014年12月6日、リーグ戦第15節のヴィレムII戦の65分にルーカス・アンデルセンのと交代で投入され、エールディヴィジデビューを果たした。その後はフランク・デ・ブール監督の信頼を勝ち取り、結局このシーズンはトップチームで公式戦22試合に出場し2ゴールを挙げた。2015-16シーズンからはトップチームへ昇格となり、背番号も6番へと変更した。
ピーター・ボスが新たに監督に就任した2016-2017シーズン、ボスが求める攻撃的なサッカー実現のための1コントローラー（6番）候補にも挙げられたが、8月28日のゴー・アヘッド・イーグルス戦で起用された結果、「彼はより前のポジションの選手」とボスに見なされ、その後中盤の前のポジションでも低調なプレーだったこととハキム・ツィエクの加入により出場機会を失った。9月15日のUEFAヨーロッパリーグ、パナシナイコスFC戦ではベンチにも入れずスタンドに座り、完全に構想から離れたバズールについてメディアでは移籍の噂が頻繁に流れるようになった。11月21日に先週末体調不良でトレーニングを休んでいたバズールをボスは医者に行かせた後で別メニュー調整をさせようとしていたが、トレーニングを無断欠席した。ペナルティとして3日後のヨーロッパリーグの パナシナイコス戦でセレクション外に置かれた。ヴォルフスブルクとの合意が近づいたことで12月10日にクラブが話し合いの末、年内セレクション外に置くことが発表された。

### ヴォルフスブルク
2016年12月15日、ドイツ・ブンデスリーガのVfLヴォルフスブルクはアヤックスからバズールが加入することを発表した。契約期間は2021年6月までとなっていて、リーグ戦のウィンターブレイク後に加入する予定となっている。

### ポルト
2018年8月31日、プリメイラ・リーガのFCポルトに期限付き移籍。

### ユトレヒト
2019年1月7日、エールディヴィジのFCユトレヒトに期限付き移籍。

### 代表歴
オランダ代表のユースの各年代でプレーした。2012年には、UEFA U-17欧州選手権2012に出場。主力として活躍し、オランダ代表の大会2連覇に貢献した。2015年10月4日に、この直前に負傷したクラブのチームメイトであるデイヴィ・クラーセンに代わってA代表に初召集することをダニー・ブリント監督が発表した。デビュー戦は2015年11月13日のウェールズ代表戦となり、87分にヨルディ・クラーシと交代しA代表初出場を果たした。

## 所属クラブ
ユース時代
- USVエリンクバイク 2005-2006
- PSVアイントホーフェン2006-2012
- アヤックス・アムステルダム 2012-2013

プロ時代
- ヨング・アヤックス 2013-2015
- アヤックス・アムステルダム 2013-2016
- VfLヴォルフスブルク 2017-2019
  -  FCポルト 2018 (loan)
  -  FCポルトB 2018 (loan)
  -  FCユトレヒト 2019 (loan)
- フィテッセ 2019-2022
- AZアルクマール 2022-

## タイトル

### 代表
- UEFA U-17欧州選手権 2012

## 代表

### 出場大会
- U-17オランダ代表
  - 2012年 - UEFA U-17欧州選手権2012(優勝)